# マドモアゼルズ
マドモアゼルズは、ワタナベエンターテインメントに所属したお笑いコンビ。愛称マドモア。2017年9月解散。

## 来歴
2013年、2人はワタナベエンターテインメントの芸人養成所、ワタナベコメディスクールで知り合い、コンビを結成。
2014年、ワタナベエンターテインメントに所属。
2015年、クマムシの営業の前説やバックダンサーを務める。
2016年、単独ネタライブ「MAD」を3月、5月、7月の計3公演開催。
2017年、平山の単身ライブ「ヒラヤマン・ショー」を4月、5月、6月の計3公演開催。6月にはコンビでの単独ネタライブ「MAD vol.4」も同日開催。9月18日をもってコンビの解散を発表。解散後も平山は「ヒラヤマンショー」名義でフリーのピン芸人として活動中。

## メンバー
平山 洋祐（ひらやま ようすけ、1988年10月8日（36歳） - ）
- ツッコミ担当。京都府出身。鳥羽高校（野球部）、青山学院大学卒業。身長174cm、体重65kg、血液型はA型。
- 留学経験があり、英語が話せる。TOEICのスコアは850点。
- 芸人になる前は機械メーカーの営業職だった。
- 小学4年の時から野球をやっている。現在は中山秀征の草野球チームに属する。中日ドラゴンズ大野雄大投手とは幼馴染。
- クマムシの佐藤と仲が良い。

- クマムシのPV「なんだしっ!」で共演した吉岡里帆のことが好きになり、それ以降ずっと片思いをしている。
- サザンオールスターズが好きでファンクラブに入っている。
- 日本の非公認観光大使「Yo-chan」として、世界に向けてAV(Attractive Video)を公開している。

坪倉 良太（つぼくら りょうた 1988年10月16日（36歳） - ）
- ボケ担当。東京都出身]身長177cm、体重60kg。
- コントでは女装することが多いが、女装癖はない。
- 映画鑑賞が趣味で、年間500本以上の映画を鑑賞する。映画検定2級。
- 絵を描くことが好きで、自身のツイッター上にオリジナルの漫画を掲載することもある。
- アイドル好きであり、特にゆるめるモ！のファンで、中でも推しはあのである。
- 極度の人見知りである。
- 日本テレビ「THE 城攻め」では野村祐希と共にファイナルステージに進出したが惜しくも失敗した。

## 出演番組

### テレビ
- 穴があくほど定点観測（平山のみ）
- オモクリ監督 〜O-Creator's TV show〜（平山のみ）
- 前略、西東さん
- THE 城攻め

### ネット
- 日刊ガオガオGYAO！（坪倉のみ）

### PV
- クマムシ 「なんだしっ!」（平山のみ）
- クマムシ「シャンプー」（平山のみ）